# 碓井照子
碓井 照子（うすい てるこ 1948年 - ）は、日本の地理学者。奈良大学名誉教授・東京大学空間情報科学研究センター客員教授。また、GISの先駆者であり、GIS学会元会長、元日本学術会議会員である。大阪府出身。

## 略歴
1973年に奈良女子大学大学院文学研究科地理学専攻を卒業し、1990年から翌91年までエディンバラ大学で在外研修を修了している。2002年地理情報システム学会会長。2005年日本学術会議会員。2013年3月31日をもって奈良大学を退職、現名誉教授。地理情報システム、都市地理学、計量地理学、地理教育を専門とし、日本地理学会、人文地理学会、地理情報システム学会などに所属している。また、地理情報学会関西事務局が阪神・淡路大震災の直後から設置され、関西地域のGIS研究の拠点として活動し、地理情報システム学会会長を歴任した（2002年4月1日～2004年3月31日まで）。2013年4月1日に、NPO法人全国GIS技術研究会の理事長に就任した。

## 著書
・GIS原典　地理情報システムの原理と応用（１）　碓井照子ほか訳（古今書院）
・地理総合ではじまる地理教育　持続可能な社会を目指して　碓井照子編（古今書院）